# Quản lý mối quan hệ nhà cung cấp
Quản lý mối quan hệ nhà cung cấp (VRM) là một loại hoạt động kinh doanh được thực hiện bởi các công cụ phần mềm nhằm cung cấp cho khách hàng sự độc lập với các nhà cung cấp và phương tiện tốt hơn để gắn kết với các nhà cung cấp. Những công cụ tương tự cũng có thể áp dụng cho quan hệ của cá nhân với các tổ chức và tổ chức khác.
Thuật ngữ này xuất hiện trên tạp chí ComputerWorld vào tháng 5 năm 2000, mặc dù trong bối cảnh một doanh nghiệp quản lý các nhà cung cấp CNTT của mình. Thuật ngữ này được Mike Vizard sử dụng lần đầu tiên trong bối cảnh ở đây trên podcast của Gillmor Gang  vào ngày 1 tháng 9 năm 2006, trong một cuộc trò chuyện với Doc Searls về dự án Searls gần đây đã bắt đầu như một đồng nghiệp tại Trung tâm Internet &amp; Xã hội Berkman tại Đại học Harvard. Vizard đã xem VRM như một đối tác tự nhiên của quản lý quan hệ khách hàng. Dự án của Searls sau đó được đặt tên là ProjectVRM, và từ đó đã làm việc để hướng dẫn phát triển các công cụ và dịch vụ VRM.
Các công cụ VRM cung cấp cho khách hàng các phương tiện để chia sẻ gánh nặng mối quan hệ với các nhà cung cấp và các tổ chức khác. Họ giải phóng CRM về nhu cầu nhận thức để "nhắm mục tiêu", "nắm bắt", "thu nhận", "khóa", "trực tiếp", "sở hữu", "quản lý" và nếu không dẫn đầu mối quan hệ với khách hàng. Với VRM hoạt động về phía khách hàng, khách hàng cũng tham gia với tư cách là người tham gia, thay vì là người theo dõi.
Trong phần mô tả về ProjectVRM, Trung tâm Berkman nói rằng "Lý thuyết chính đằng sau ProjectVRM là nhiều vấn đề thị trường (bao gồm niềm tin phổ biến rằng việc khóa khách hàng là 'cách thực hành tốt nhất') chỉ có thể được giải quyết từ phía khách hàng: bằng cách làm cho khách hàng trở thành một diễn viên được trao quyền hoàn toàn trên thị trường, thay vì một người có quyền lực trong nhiều trường hợp phụ thuộc vào mối quan hệ độc quyền với các nhà cung cấp, bởi thỏa thuận cưỡng chế được cung cấp hoàn toàn bởi các nhà cung cấp đó. "
Doc Searls tin rằng VRM sẽ giúp tạo ra cái mà anh ta gọi là nền kinh tế có ý định, mà anh ta đã mô tả đầu tiên trong một bài luận  bằng tên đó trong Tạp chí Linux. Ở đó, ông viết, "Nền kinh tế có ý định phát triển xung quanh người mua, không phải người bán. Nó thúc đẩy một thực tế đơn giản rằng người mua là nguồn tiền đầu tiên và họ đã sẵn sàng. Bạn không cần quảng cáo để làm cho họ. Kinh tế Ý định là về thị trường, không phải tiếp thị. Bạn không cần tiếp thị để thực hiện Thị trường Ý định. " Vào tháng 5 năm 2012, cuốn sách của Searl có tựa đề Kinh tế Ý định được xuất bản bởi Harvard Business Press. Searls cũng thấy VRM giải quyết một số điều mà ông gọi là "công việc còn dang dở"  của Bản tuyên ngôn Cluetrain, do ông đồng sáng tác năm 1999 với Christopher Locke, Rick Levine và David Weinberger. Ở đây, ông đề cập đến lời mở đầu của Cluetrain, nói rằng "Chúng tôi không phải là chỗ ngồi hoặc nhãn cầu hoặc người dùng cuối hoặc người tiêu dùng. Chúng tôi là con người, và tầm với của chúng tôi vượt quá tầm hiểu biết của bạn. Đối phó với nó."
Tạp chí CRM dành phần lớn số tháng 5 năm 2010  cho VRM. Tạp chí cũng đặt tên của Doc Searls là một trong những nhà lãnh đạo có ảnh hưởng trong số tháng 8 của nó.
Đầu năm 2012, Khách hàng Commons, một tổ chức phi lợi nhuận, được sinh ra từ ProjectVRM tại Harvard, để hỗ trợ các nguyên tắc VRM. Nhiệm vụ của Khách hàng Commons là giáo dục, nghiên cứu, hỗ trợ và tạo các công cụ VRM và thường ủng hộ các cá nhân khi họ tương tác với các thực thể trên và ngoại tuyến. Doc Searls là một trong những người đồng sáng lập và thành viên hội đồng khách hàng.

## Công việc phát triển VRM
Tính đến tháng 8 năm 2010 ProjectVRM liệt kê mười chín nỗ lực phát triển VRM. Bao gồm:
- Azigo [11]
- EmanciPay [12]
- Nhóm làm việc chia sẻ thông tin [13]
- Kynetx [14] và Ngôn ngữ quy tắc động học (KRL)
- Nghe Nhật ký [15]
- Mydex [16]
- Onecub [17]
- chữ số [18]
- Paoga [19]
- Tổng đài [20]
- Quyền truy cập do người dùng quản lý (UMA) [21]
- Dự án Banyan [22]
- Dự án mỏ [23]
- Dự án Danube [24]
- Giải phóng bộ nhớ của bạn [25]
- Cửa hàng [26]
- HIE of One [27]
- Partenero [28]